# Lipotriches levicauda
Lipotriches levicauda är en biart som först beskrevs av Cockerell 1919.  Lipotriches levicauda ingår i släktet Lipotriches och familjen vägbin. Inga underarter finns listade i Catalogue of Life.